# Abdeslam Ouaddou
Abdeslam Ouaddou (Ksar Askour, 1º novembre 1978) è un ex calciatore marocchino, di ruolo difensore.

## Carriera
Nei primi giorni del mercato invernale 2013 ritorna al Nancy firmando un contratto fino al 30 giugno; pochi giorni dopo il giocatore stesso decide di rescindere con la società francese.

## Palmarès

### Club

#### Competizioni nazionali
- Qatar Stars League: 2

Lekhwiya: 2010-2011, 2011-2012